# Program Vanguard

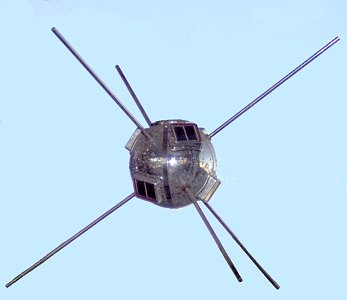
Sonda Vanguard 1

Vanguard – seria badawczych sztucznych satelitów Ziemi, które miały być pierwszymi amerykańskimi obiektami tego typu. Miały być wprowadzone na orbitę okołoziemską w ramach Międzynarodowego Roku Geofizycznego 1957–1958.
29 lipca 1955 roku administracja Eisenhowera ogłosiła, że Stany Zjednoczone wystrzelą przeznaczonego do badań naukowych satelitę Vanguard w ramach MRG. Dwight Eisenhower uważał, że satelita umieszczony w ramach tego programu umocni politykę „otwartego nieba” i przypuszczalnie wzbudzi mniejsze obawy Nikity Chruszczowa niż satelita sponsorowany przez trzy rodzaje sił zbrojnych. W końcu sami Sowieci też zamierzali wystrzelić satelitę w ramach MRG. W ten sposób projekt nazwany Vanguard (Awangarda) – nazwa okazała się dość niefortunna – miał umieścić amerykańskiego satelitę na orbicie okołoziemskiej. Oparty na rakiecie zbudowanej przez Naval Research Laboratory, lecz pod egidą National Science Foundation, stanowił przedsięwzięcie bardzo ryzykowne, gdyż wymagał zasadniczych modyfikacji pierwszego i drugiego członu jak i całkowicie nowego trzeciego członu.
Według pierwotnego planu satelita programu Vanguard miał mieć kształt kuli o średnicy 58 centymetrów i masę około 9,5 kilogramów. Jednak pod wpływem osiągnięć Związku Radzieckiego, program prac został przyspieszony i skrócono wcześniejsze terminy. Satelitę zbudowano według nowego projektu w postaci kuli o średnicy około 16 centymetrów i masie około 1,5 kilograma. Aparaturę stanowiły dwa nadajniki radiowe. Jeden z nich był zasilany akumulatorem, a drugi baterią słoneczną. Pierwszą próbę wprowadzenia Vanguarda na orbitę przeprowadzono 6 grudnia 1957 roku. Próba ta zakończyła się niepowodzeniem. Rakieta nośna uniosła się na wysokość jednego metra, spadła i eksplodowała. Druga próba wprowadzenia satelity w ramach projektu Vanguard w dniu 26 stycznia 1958 roku również zakończyła się porażką. Pierwszy satelita serii (Vanguard 1) znalazł się na orbicie dopiero 17 marca 1958 roku, opóźnienie to było spowodowane wadliwą konstrukcją i działaniem rakiety nośnej, przez które nie powiodły się już dwa wcześniejsze starty. Tymczasem pierwszym satelitą amerykańskim został Explorer 1. Niedługo potem program Vanguard został zarzucony z powodu licznych niepowodzeń (osiem na jedenaście startów skończyło się niepowodzeniem).